# Rheocricotopus effusus
Rheocricotopus effusus är en tvåvingeart som först beskrevs av Walker 1856.  Rheocricotopus effusus ingår i släktet Rheocricotopus och familjen fjädermyggor. Det är osäkert om arten förekommer i Sverige. Inga underarter finns listade i Catalogue of Life.